# Лактони

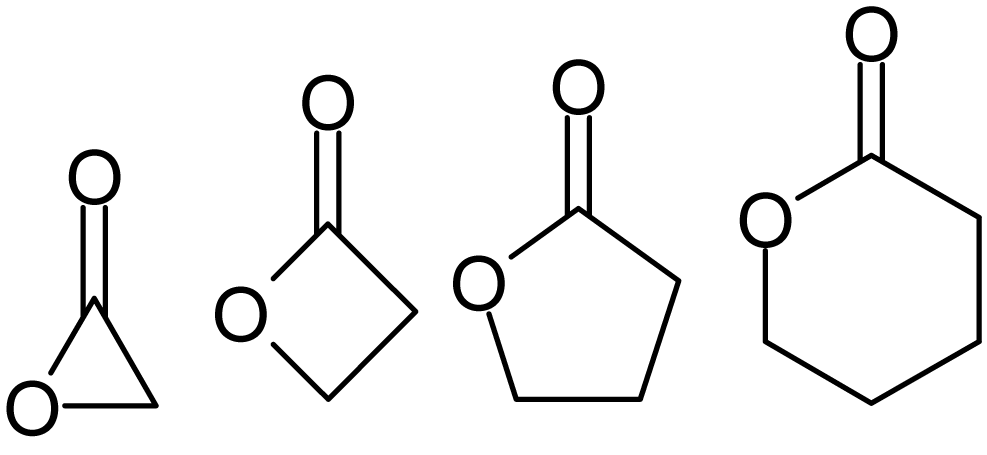
Лактони: α-ацетолактон, β-пропіолактон, γ-бутиролактон, і δ-валеролактон

Лакто́ни (англ. lactones) — циклічні естери гідроксикарбонових кислот, що мають 1-оксациклоалкан-2-онову структуру (у циклі є ланка -СО-О-), або аналоги з ненасиченими зв'язками або гетероатомами замість одного чи більше атомів C. Залежно від кількості атомів n у циклі, розрізняють α-, β-, γ-лактони.
При взаємодії з нуклеофілами розривається в циклі зв'язок ацил-кисень, а не кисень-алкіл. Тому вони гідролізуються в присутності кислот і лугів до оксикислот, зі спиртами переестерифіковуються в естери оксикислот, з амінами та гідразинами дають, відповідно, аміди чи гідразиди оксикислот.
Термічно досить стабільні, проте β-лактони при нагріванні розщеплюються до олефінів і вуглекислоти. Здатні конденсуватися з ароматичними вуглеводнями в присутності AlCl3, полімеризуватися.